# Жюксю
Жюксю́ (фр. Juxue) — коммуна во Франции, находится в регионе Новая Аквитания. Департамент — Атлантические Пиренеи. Входит в состав кантона Пеи-де-Бидаш, Амикюз и Остибар. Округ коммуны — Байонна.
Код INSEE коммуны — 64285.

## География

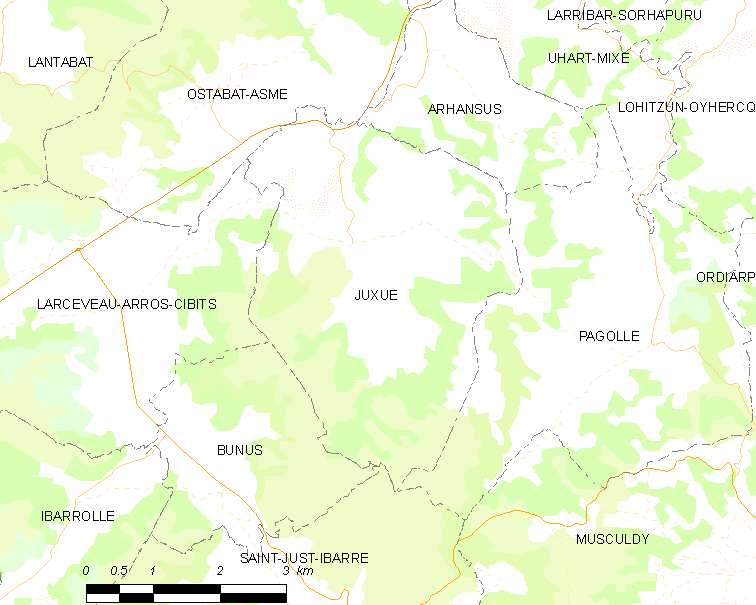
Карта коммуны

Коммуна расположена приблизительно в 680 км к юго-западу от Парижа, в 185 км южнее Бордо, в 60 км к западу от По.
На севере коммуны протекает река Бидуз.

## Климат
Климат тёплый океанический. Зима мягкая, средняя температура января — от +5°С до +13°С, температуры ниже −10 °C бывают редко. Снег выпадает около 15 дней в году с ноября по апрель. Максимальная температура летом порядка 20-30 °C, выше 35 °C бывает очень редко. Количество осадков высокое, порядка 1100 мм в год. Характерна безветренная погода, сильные ветры очень редки.

## Население
Население коммуны на 2010 год составляло 231 человек.
| 1962 | 1968 | 1975 | 1982 | 1990 | 1999 | 2010 |
| ---- | ---- | ---- | ---- | ---- | ---- | ---- |
| 266  | 243  | 246  | 230  | 221  | 192  | 231  |

## Администрация
| Период | Период | Фамилия           | Партия | Примечания |
| ------ | ------ | ----------------- | ------ | ---------- |
| 2001   | 2008   | Бернадет Ойарбюрю |        |            |
| 2008   | 2020   | Жан-Мишель Ирюм   |        |            |

## Экономика
В 2010 году среди 126 человек трудоспособного возраста (15-64 лет) 99 были экономически активными, 27 — неактивными (показатель активности — 78,6 %, в 1999 году было 74,0 %). Из 99 активных жителей работали 98 человек (55 мужчин и 43 женщины), безработной была 1 женщина. Среди 27 неактивных 7 человек были учениками или студентами, 16 — пенсионерами, 4 были неактивными по другим причинам.

## Достопримечательности
- Средневековая церковь Св. Петра[4]
- Протоисторическая стоянка. Исторический памятник с 1980 года[5]

## Фотогалерея

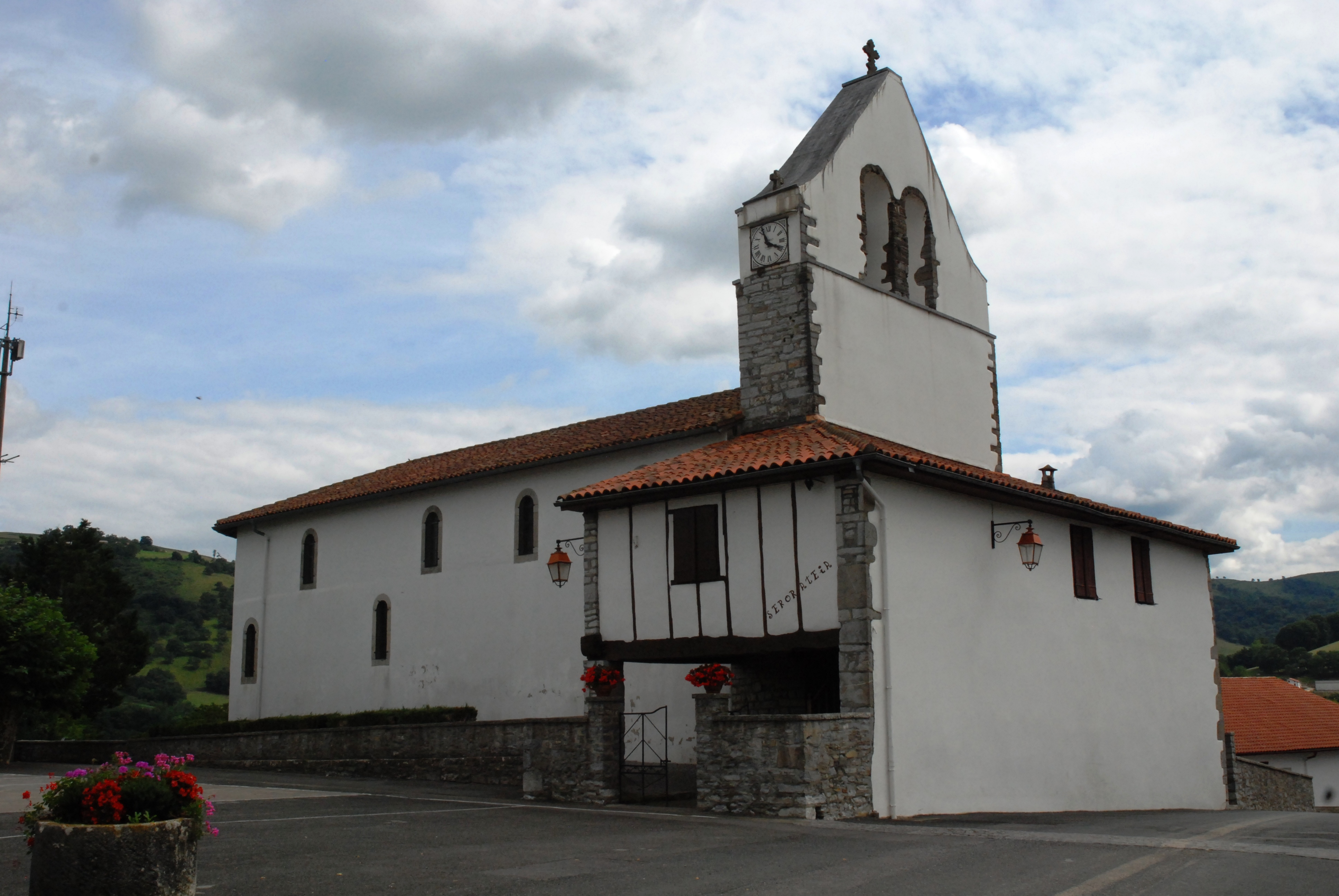
Церковь Св. Петра
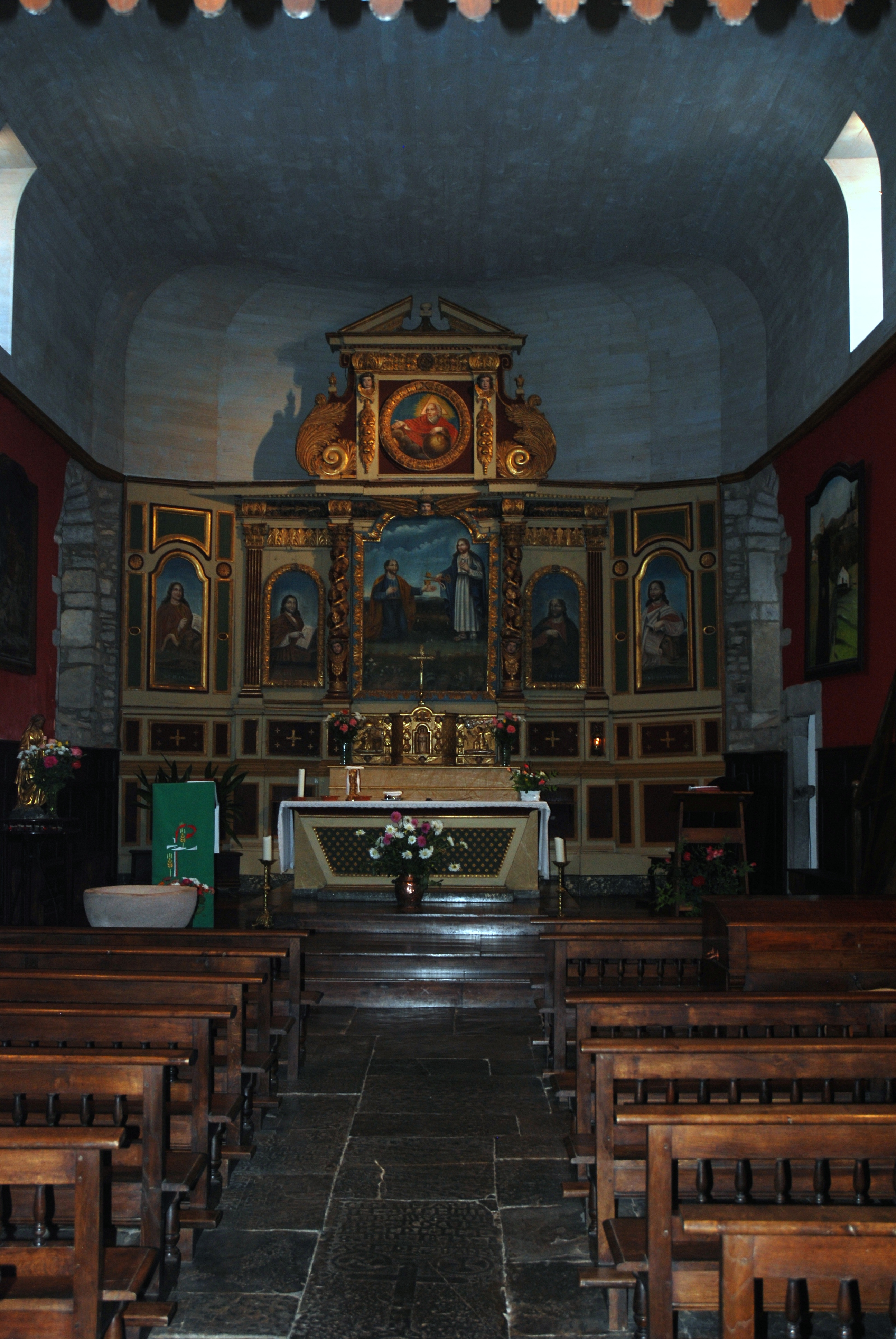
Интерьер церкви Св. Петра
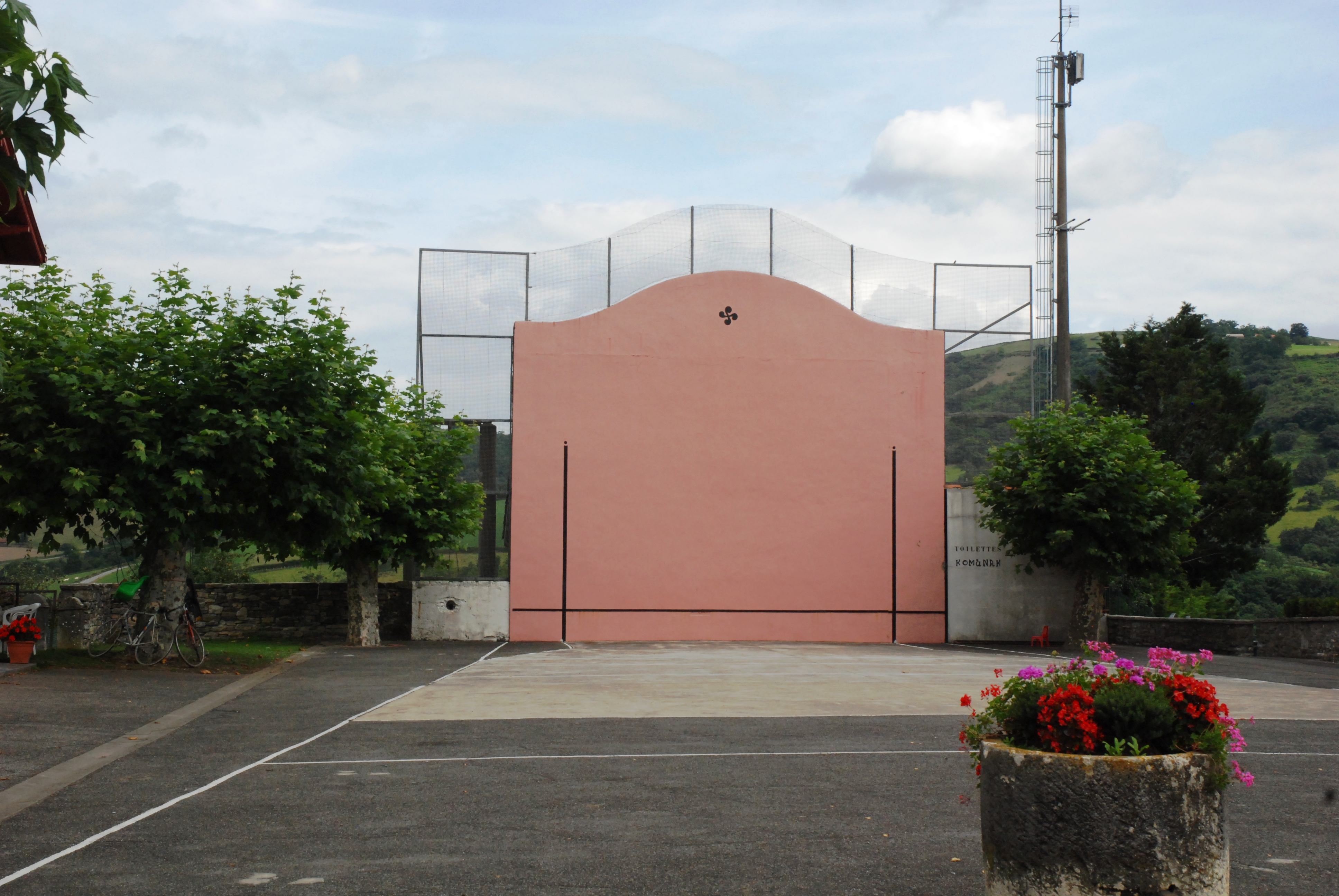
Фронтон (площадка для игры в пелоту)
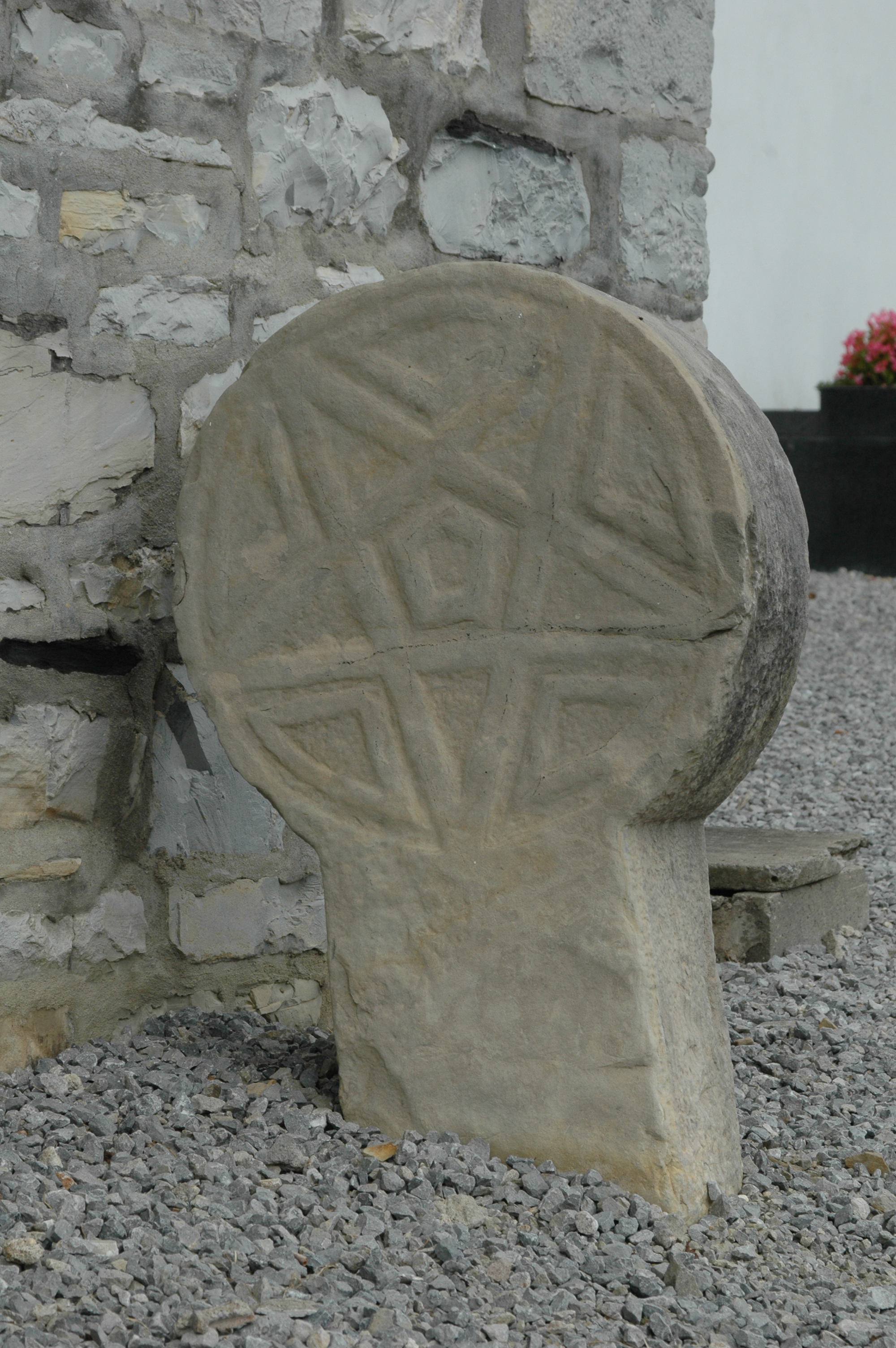
Баскская дискообразная стела
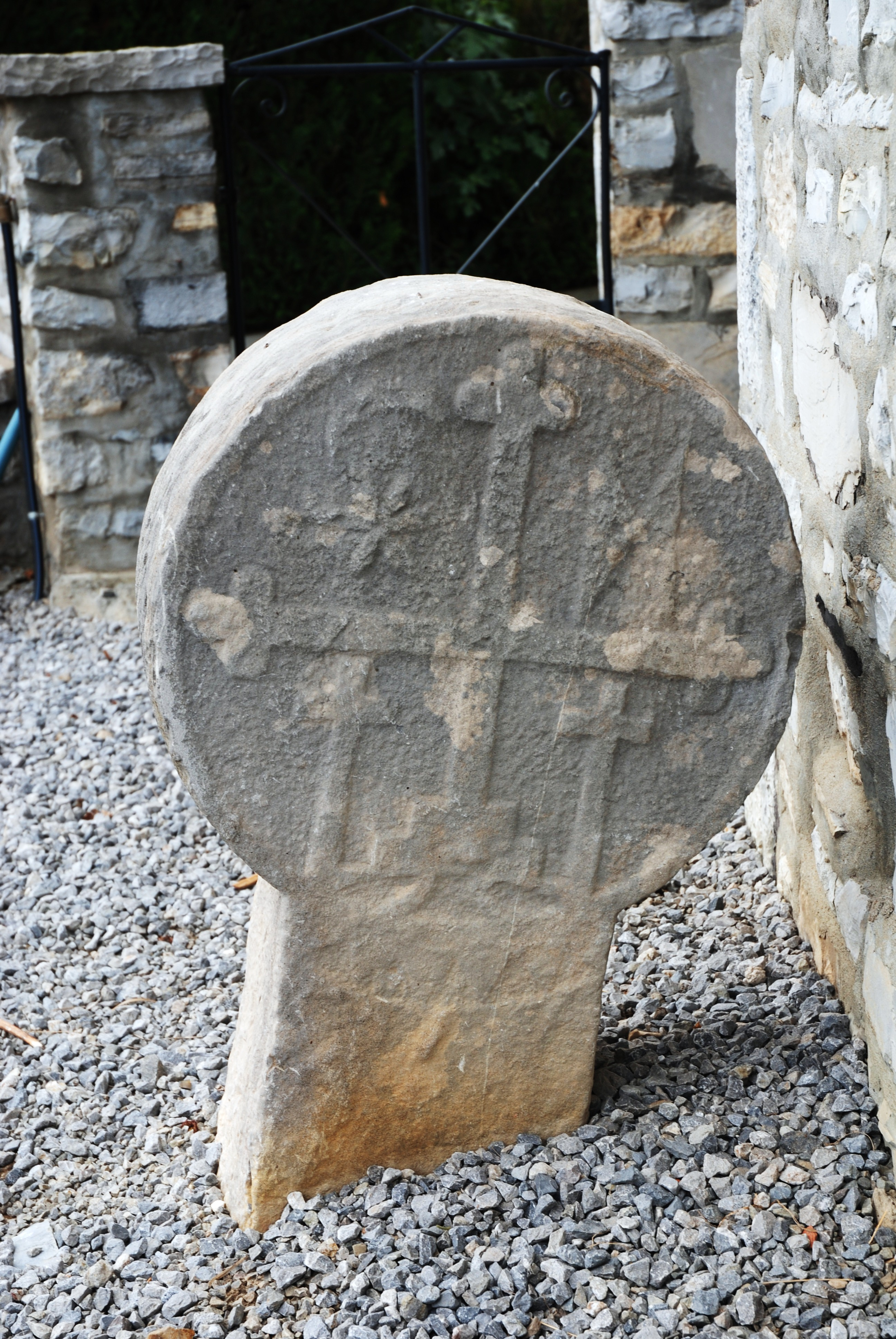
Баскская дискообразная стела
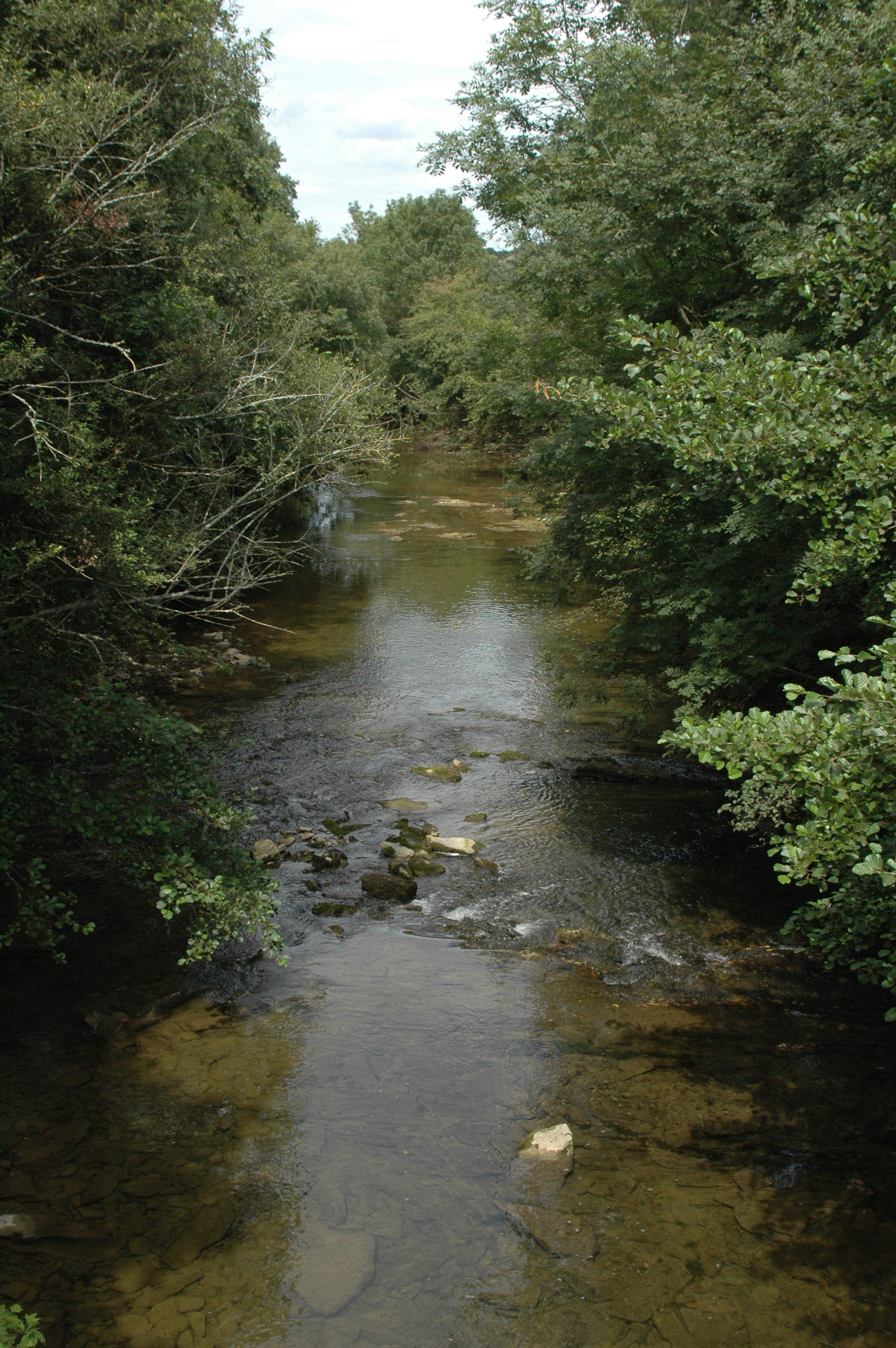
Река Бидуз